# Åsta Holth
Åsta Holth, née le 13 février 1905 à Grue et morte le 16 mars 1999 à Kongsvinger, est une nouvelliste et poétesse norvégienne d'origine skogfinn.

## Biographie
Née dans le comté de Hedmark près de la frontière suédoise, ses parents sont Aksel Holth (1853-1930), cordonnier et Olea Skaslien née Plathe (1870-1953), marin. Elle est la plus jeune des trois enfants du couple et doit quitter l'école à 14 ans pour prendre un emploi de femme de chambre, un emploi encore non réglementé à son époque.
Elle fait ses débuts littéraire en 1944 avec le recueil de nouvelles Gamle bygdevegen. Sa trilogie Finnskogen intitulée Kornet og freden (1955), Steinen blømer (1963) et The Chapel (1967) s'intéresse à la population immigrée finlandaise de Christiania du XVIIe au XIXe siècle. Son écriture s'intéresse beaucoup à la vie à la campagne. En plus des nouvelles, Åsta Holth écrit aussi des pièces pour un théâtre amateur à partir de 1929 et qui sont publiées dans le magazine Labor sous son nom de famille finlandais, Paavolainen.
En 1955, elle obtient son premier grand succès avec la publication de Kornet og freden, le premier tome de sa trilogie. Pour l'écrire, elle s'inspire de sa propre vie et famille. À partir de là, les femmes deviennent un élément central de ses histoires. Elle finit par écrit son autobiographie intitulée Piga en 1979.
Très concernée par la conservation de la culture finlandaise de Norvège, elle fonde le festival Finnskogdagane organisé dans la ville de Svullrya chaque année. Un sentier commémoratif est ouvert lors du festival de 2017.

## Vie privée
Le 11 août 1951, elle épouse l'ouvrier forestier Per Vestlien (1904-1981).

## Récompenses
- 1977 : Prix Dobloug[4]